# باراماكا

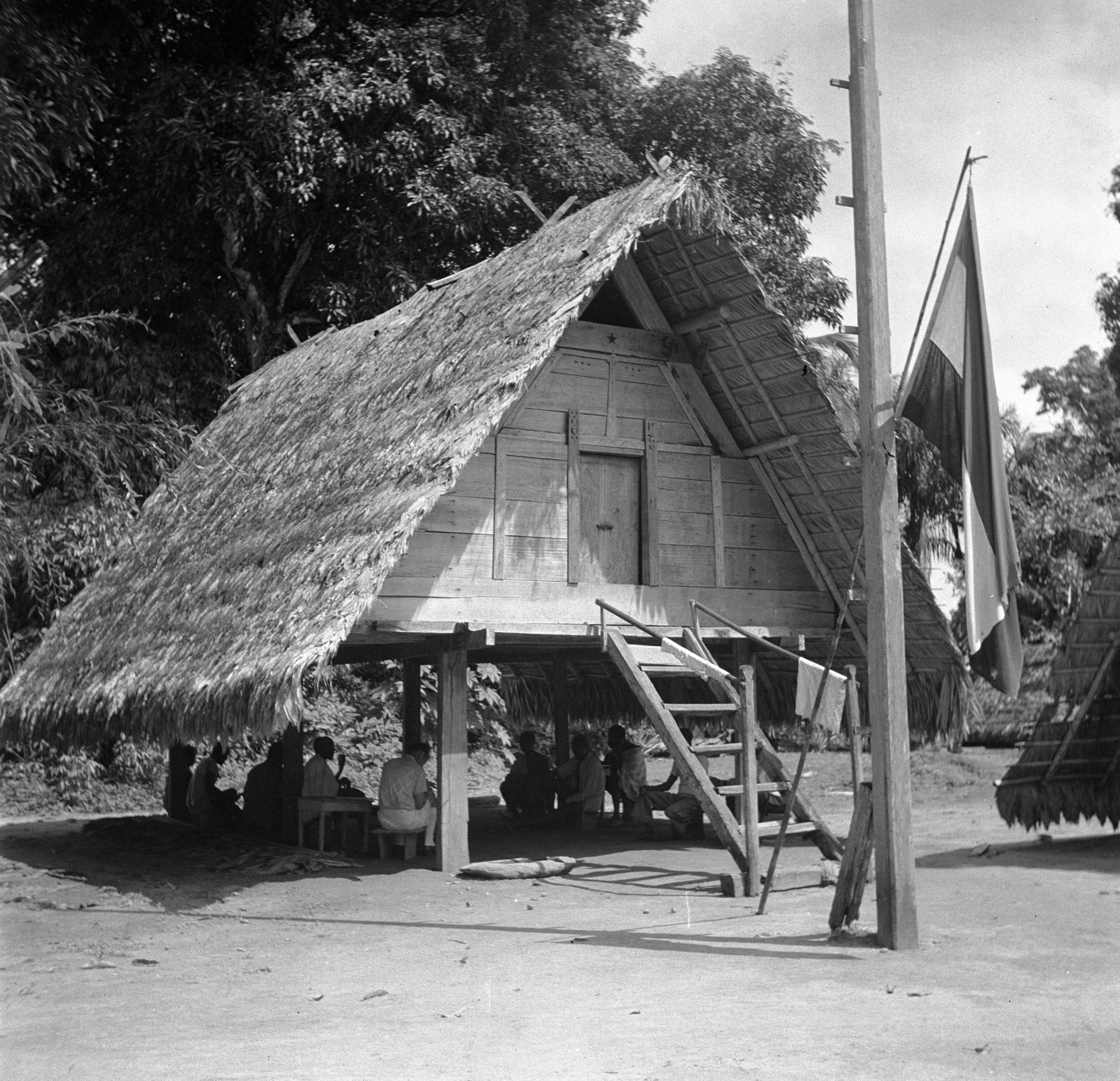

باراماكا هي اٍحدى شعوب المارون الستة المعروفة عموما ب زنوج الأدغال في ضاحية مارويجيني في دواخل جمهورية سورينام.